# Абдалла ібн Хакам
Абдалла ібн аль-Хакам аль-Туджибі (араб. عبد الله بن الحكم التجيبي; д/н — 1039) — 4-й емір Сарагоської тайфи в 1038 році.

## Життєпис
Походив з династії Туджибідів, однієї з молодших гілок. Його діда Абдаррахмана ібн Мухаммада було вигнано з Сарагоси за наказом еміра Мунзира I. Син Аль-Хакама ібн Абдаррахмана. Про дату народження й молоді роки замало відомостей. Обіймав посаду каді.
У 1038 році, скориставшись відмовою еміра Мунзира II визнати Псевдо-Гішама II халіфом (зробив те саме, що і його батько Ях'я аль-Музаффар), Абдалла збурив частину знаті. Остання була невдоволена значним впливом на справи візира Єкутіеля бен Ісхака. Заколотники захопили алькасар (резиденцію-фортецю) еміра, де 23 серпня 1038 року вбили Мунзира II та його візира.
Абдалал оголосив себе новим еміром. Втім проти нього повстала місцева знать, яку невдовзі очолив Сулейман, каді Леріди, якому надав допомогу Ісмаїл аз-Захір, емір Толедо (вуйко Мунзира II). 20 вересня 1038 року Абдаллу було повалено. Спочатку отаборився в алькасарі, але зрештою втік до міста Руеда, де чинив спротив до 1039 року.